# ゴーストリコンシリーズ
ゴーストリコンシリーズは、トム・クランシー監修のゲームシリーズであり、ユービーアイソフトにより発売されている。
同じくトム・クランシーが監修しているレインボーシックスシリーズとは異なり、彼の小説を原作とはしていない。
初期の『ゴーストリコン』シリーズは、ユービーアイソフト社によって買収される以前のレッドストームエンターテイメント社によって開発されており、同社がそれより以前に開発・発売していたレインボーシックスシリーズと同じく「プレイ開始前のブリーフィングと計画立案。計画に従って動くAIキャラクター」「急所に被弾したら即死亡。負傷に留まっても身体能力低下」といったリアルなシステムが盛り込まれていたが、シリーズが進むにつれそれらのシステムは廃止され、カジュアルゲーム化が進んだ。

## シリーズ
- ゴーストリコン (Ghost Recon)
  - ゴーストリコン デザートシージ (Ghost Recon: Desert Siege)
  - ゴーストリコン アイランドサンダー (Ghost Recon: Island Thunder)
  - ゴーストリコン ジャングルストーム (Ghost Recon: Jungle Storm)
- ゴーストリコン2 (Ghost Recon 2)
  - ゴーストリコン2 サミットストライク (Tom Clancy's Ghost Recon 2: Summit Strike)
- ゴーストリコン アドバンスウォーファイター (Ghost Recon: Advanced Warfighter)
- ゴーストリコン アドバンスウォーファイター2  (Ghost Recon: Advanced Warfighter 2)
- ゴーストリコン (小説) (Ghost Recon (novel))
- ゴーストリコン コンバットオプス（小説） (Ghost Recon Combat Ops)
- ゴーストリコン プレデター (Ghost Recon Predator)
- ゴーストリコン シャドーウォー (Ghost Recon: Shadow Wars)
- ゴーストリコン フューチャーソルジャー (Ghost Recon: Future Soldier)
- ゴーストリコン オンライン (Ghost Recon Online)
- ゴーストリコン ワイルドランズ (Ghost Recon: Wild Lands)
- ゴーストリコン ブレイクポイント (Ghost Recon: Break Point)

## 作品解説

### ゴーストリコン
西暦2008年、超大国ソ連復活を目指すため、ロシアの極右政党をはじめとする国粋主義者たちがクーデターを起こし、首都モスクワを占拠。電撃的作戦により、ウクライナ、ベラルーシ、カザフスタンを併合するとグルジアやバルト三国であるエストニア、ラトビア、リトアニアを再併合しようと試みる。その結果、NATOをはじめとする西側諸国と戦争状態に突入する。戦局が長引くにつれ、捕虜や死傷者の数は増大していた。ついにグリーンベレーのよりすぐりで構成されたGhostのニックネームを持つフォートブラッグ基地所属の米国特殊部隊グループ5・第1歩兵部隊・D中隊が投入されることとなる。

#### ゴーストリコン デザートシージ
ロシアでの大変動の結果、世界各地で局地的な紛争が同時多発的に発生した。西暦2009年、アフリカ最東北部。60年間という長い年月にわたって続くエリトリアとエチオピアの紛争。この二国間の紛争が、世界貿易に重要な役割をはたしている紅海の船舶航路を脅かしつつあった。そんな中、着実に進んでいた両国の和平交渉は横流しされたロシア兵器で武装したデスファエ・ウォルド大佐率いる反乱分子によるクーデターで白紙に戻され、エリトリアに敵対を宣言し侵攻を開始。壊滅的な干ばつと飢饉に見舞われていたエリトリアは、この緊急事態により国内情勢が危機的に悪化する。人道的観点から事態を重くみた国連はGhostに出動を要請。クーデター軍をエリトリアから撤退させるため戦うこととなる。

#### ゴーストリコン アイランドサンダー
西暦2009年のキューバ、カストロの死後、数十年ぶりに行われる自由な選挙。しかし麻薬による資金で力を握る将軍と傭兵部隊によって、その選挙が騒乱に落とし込まれようとしていた。国連軍の一部隊として派遣されたGhostはそれらを排除し、自由な選挙を実現し、キューバに民主的な政府を誕生させるため強欲なリーダーや反乱軍と戦うこととなる。

#### ゴーストリコン ジャングルストーム
平和が戻ったキューバ。キューバのエバナ大統領は恩赦を出し、元FDGのメンバーは組閣に加わった。しかし、同時にコロンビアのボゴタでアメリカ大使館を狙ったテロが発生する。コロンビア政府は麻薬カルテルに絡む軍事組織「MFLC」の仕業であると告発。MFLC側も政府の陰謀だと反撃する。ついには両者による武力衝突という最悪の事態にまで発展する。Ghostはその事態を避けるためコロンビアへ派兵される。

### ゴーストリコン2
西暦2010年の北朝鮮。長年の凶作や怠慢は北朝鮮国民に惨状をもたらしていた。政府が軍事費に10億を集中させたことが原因で国土のインフラや農村の基盤が崩壊。例のない人道被害にまで直面する。政府は外国から支援を受け入れざる状況になり、軍事費は抑制されることとなる。北朝鮮軍は、彼らの権限が官僚によって遠くに追いやられることに激しく反発、カリスマ的な指導力を持つジャン将軍の背後に集結する。ジャン将軍は「裏切り者や資本家は、北朝鮮人民の生得権を交換する権利などない」と発表。ジャンの軍隊は他の軍の派閥を速やかに壊滅し、北朝鮮全土に補充の軍隊を動員させる。また、ジャン将軍は北朝鮮で最高の権力を手にすることとなり、東アジアの情勢が不安定となる。西暦2007年に日本海において朝鮮半島の情勢を探っていたアメリカ海軍の新型情報収集船クラレンス・E・ウォルシュが謎のミサイルに撃沈され、真相を探っていた、アメリカ政府は、スコット・ミッチェル大尉らGhostを派兵した事もあり、再びミッチェル大尉率いるGhostは北朝鮮へ派兵されることとなる。
上記はPS2版とGC版の設定である。Xbox版では異なり、PS2版及びGC版の1年後の2011年を描いた続編的な内容になっている。西暦2011年、ジャン将軍は政府に対し、軍事クーデターの反乱を起こし、国家権力を握った。権力を握ったジャン将軍は核兵器を保有し、韓国及び周辺のアジアに対して復讐攻撃に備えていた。NATOとアメリカ政府は朝鮮半島が再び不安定化する前に、ジャン将軍の野望を阻止しようと大規模な平和維持軍を送った。アメリカ政府は派遣団の一つとして、NATO軍と協力の元、スコット・ミッチェル率いるGhostを再び北朝鮮に派兵される。
本作品はPC版の発売も予定されていたが発売中止となり、コンシューマのみでのリリースとなった。
『スプリンターセルカオスセオリー』は2007年の北朝鮮が舞台であるが、スコット・ミッチェルらGhostが任務を遂行していた、PS2版及びGC版のクラレンス・E・ウォルシュ撃墜の後の話、以前のサム・フィッシャーが任務を行っていたウォルシュが撃墜される前の出来事など、同じ時間軸での別の視点で描かれており、クロスオーバーしている。

#### ゴーストリコン2 サミットストライク
西暦2012年のカザフスタン。悪名高いアサド・ラヒル将軍率いるアフガニスタンのテロ組織と武器商人により、カザフスタンの大統領と安全保障理事会のメンバーが爆弾で暗殺され、混乱に陥っていた。大統領が暗殺された後、カザフスタンでは国家の政治権力の制圧を巡って軍内部で対立が深まり、派閥に分裂し、内紛状態に陥っていた。ラヒル将軍は影響力を強めようと、手中に収めたカザフスタンの派閥軍を使い実権を掌握していた力を強めようとしていた。国家に忠実な軍人達は、国連地上軍に接近し地域の安定を図ろうとした。そしてスコット・ミッチェル率いるGhostはラヒル将軍を捕らえ、彼の軍を武装解除する為、カザフスタンに派兵されることとなった。

### ゴーストリコン アドバンスウォーファイター
西暦2013年のメキシコ。北米サミット開催中、アメリカ大統領が過激派に襲撃される。事態を重くみたアメリカ政府はGhostをメキシコに派兵する。

### ゴーストリコン アドバンスウォーファイター2
西暦2014年アメリカ・メキシコ国境付近で反乱軍によるテロが発生した。米国大統領からの命令はテロリストの無力化と核弾頭の存在の確認する事だった。

### ゴーストリコン プレデター
スリランカのジャングル地帯を舞台にテロリストと戦う。
PlayStation Portable対応で、北米にて2010年に発売された。

### ゴーストリコン シャドーウォー
ニンテンドー3DS対応、2011年春発売。

### ゴーストリコン フューチャーソルジャー
発表時タイトルは『ゴーストリコン4』だった。舞台は2024年のロシア。
PC版が2012年6月12日、Xbox 360/PS3版が2012年5月22日に北米で発売された。

### ゴーストリコン オンライン
オンライン用のマルチプレーヤーゲームとして北米で2012年にWindowsにてリリースされ、Wii Uにもリリースされた。
2014年「ゴーストリコン ファントムズ」に名称を変更した。

### ゴーストリコン ワイルドランズ
麻薬戦争を題材とし、カルテルとの戦いを描く。舞台は2019年のボリビア。
オープンワールドであり、日本では2017年3月9日に発売。

### ゴーストリコン ブレイクポイント
舞台は南太平洋の島「アウロア」。反乱を起こした元ゴースト隊員との戦いを描く。2019年にリリース。
バトルロイヤルゲームのような資材収集やサバイバルの要素が盛り込まれている。

### 小説

#### ゴーストリコン
デビッド・マイケルズによって書かれた、ゴーストリコンシリーズの小説作品。
舞台は中国。スコット・ミッチェル率いるGhostが中国の東海岸に潜入し、台湾を含む太平洋地域の支配を企む、中国の軍事指導者の一団 (Spring Tiger Group) の野望を阻止する。

#### ゴーストリコン コンバットオプス
2011年3月29日に再びデビッド・マイケルズによって書かれた、ゴーストリコンシリーズの小説作品第二弾。
今回の舞台はタリバン支配のアフガニスタン。タリバンの指導者ムッラー・モハメッド・ザヒド率いるテロリストを倒す為、再びスコット・ミッチェル率いるGhostはアフガニスタンに派兵される。

#### ゴーストリコン ワイルドランズ ダークウォーターズ
リチャード・ダンスキーによって書かれた、ゴーストリコンシリーズの小説作品第三弾。
舞台はベネズエラ領のアマゾン奥地。アマゾナス自由革命軍を名乗る武装勢力に拉致されたアメリカ人の救出劇を描く。「ワイルドランズ」の前日譚にあたり、「ワイルドランズ」のゴーストチーム誕生が描かれている。

## 兵科
ゴーストリコンシリーズに登場する兵士は4つのタイプに分かれる。
ライフル兵
アサルトライフルを装備し、近・中距離戦闘を得意とする。
サポート兵
軽機関銃を装備し、ライフル兵を火力支援する。
スナイパー
狙撃銃を装備し、長距離の射撃を得意とする。近距離戦は不向きである。
破壊工作兵
破壊工作を行う兵士。銃を持たせれば戦闘も可能だが、爆破の任務において死んでしまうとゲームオーバーになる。
スペシャリスト
兵科ではないが、自分専用の武器を所持しており、特別な能力を持っている。エクストラミッションをクリアすると登場する。

## 武器
- 武器の所持は基本的に二つまで装備可能である。また、兵科によって、武器は違ってくる。スペシャリストは自分専用の様々な武器も所持している。ゴーストリコン2からは武器の所持が4つに増えたが、メインウェポン以外ほとんどが選択できなくなった。また、扱える兵士が一人だけになってしまい、仲間への命令のみになった。